# Dactylocalyx pumiceus
Dactylocalyx pumiceus is een sponssoort in de taxonomische indeling van de glassponzen (Hexactinellida). De spons leeft diep in zee. Het skelet van de spons bestaat uit spicula van kiezel.
De spons behoort tot het geslacht Dactylocalyx en behoort tot de familie Dactylocalycidae. De wetenschappelijke naam van de soort werd voor het eerst geldig gepubliceerd in 1841 door Stutchbury.